# NGC 4926
NGC 4926 est une galaxie lenticulaire située dans la constellation de la Chevelure de Bérénice. Sa vitesse par rapport au fond diffus cosmologique est de 8 126 ± 19 km/s, ce qui correspond à une distance de Hubble de 119,9 ± 8,4 Mpc (∼391 millions d'al). NGC 4926 a été découverte par l'astronome prussien Heinrich Louis d'Arrest en 1864.
À ce jour, neuf mesures non basées sur le décalage vers le rouge (redshift) donnent une distance de 116,756 ± 21,860 Mpc (∼381 millions d'al), ce qui est à l'intérieur des valeurs de la distance de Hubble.
La désignation DRCG 27-49 est utilisée par Wolfgang Steinicke pour indiquer que cette galaxie figure au catalogue des amas galactiques d'Alan Dressler. Les nombres 27 et 49 indiquent respectivement que c'est le 27e amas de la liste, soit Abell 1656 (l'amas de la Chevelure de Bérénice), et la 49e galaxie de cet amas. Cette même galaxie est aussi désignée par ABELL 1656:[D80] 49 par la base de données NASA/IPAC, ce qui est équivalent. Dressler indique que NGC 4872 est une galaxie elliptique de type E.

## Supernova
La supernova SN 1991Q a été découverte dans NGC 4926 le 26 janvier 1991 par l'astronome français Christian Pollas de l'observatoire de la Côte d'Azur. Le type de cette supernova n'a pas été déterminé.

## Groupe de NGC 4889
NGC 4926 fait partie du groupe de NGC 4889, la galaxie la plus brillante de ce groupe. Ce groupe de galaxies compte au moins 18 membres. Les autres galaxies du groupe sont NGC 4789, NGC 4807, NGC 4816, NGC 4819, NGC 4827, NGC 4839, NGC 4841, NGC 4848, NGC 4853, NGC 4874, NGC 4889, NGC 4895, NGC 4911, NGC 4944, NGC 4966, NGC 4841A et UGC 8017 (noté 1250+2839 dans l'article de Mahtessian pour CGCG 1250.4+2839).
Le groupe de NGC 4889 fait partie de l'Amas de la Chevelure de Bérénice.